# جشنواره گادهیمای

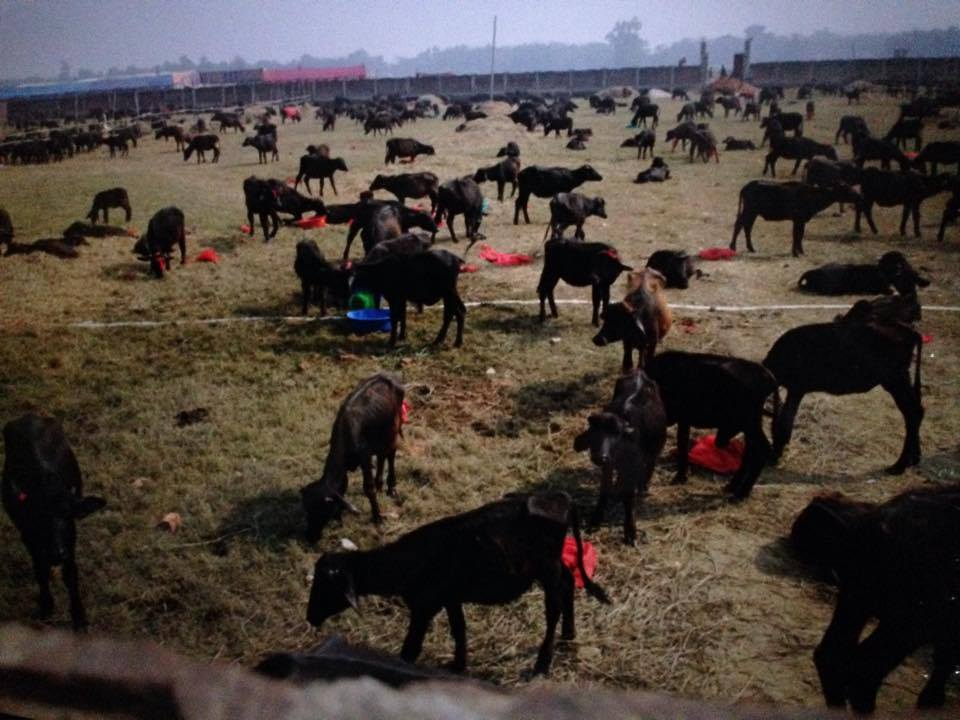
درحال انتظار برای سلاخیشدن.

جشنواره گادهیمای نام مراسمی مذهبی آئین هندو در روستای باریاپور، نپال است که هر پنج‌سال، یک‌بار به طول ۲ روز برگزار می‌شود. در مراسم مذهبی گادهیمای، که میلیون‌ها زائر در آن شرکت می‌کنند، صدها هزار حیوان قربانی می‌شوند.
برباور هندوها، قربانی‌کردن برای گادهیمای، الهه هندو؛ شیطان را اسیر و به آن‌ها سعادت و خوشبختی ارزانی می‌کند.

## انتقادات
مدافعان حقوق حیوانات از جشنواره گادهیمای به‌عنوان «بزرگ‌ترین کشتارگاه حیوانات در جهان» نام می‌برند.